# Stefano Vladislav I di Serbia
Stefano Vladislav I Nemanjić, in serbo Стефан Владислав I Немањић? (... – 1269), è stato un sovrano serbo dal 1233/34 al 1243.

## Famiglia
Figlio di Stefano Prvovenčani e di Anna Dandola figlia del Doge di Venezia Enrico Dandolo, sposò Beloslava, figlia di Ivan Asen II di Bulgaria, da cui ebbe due figli.

## Regno

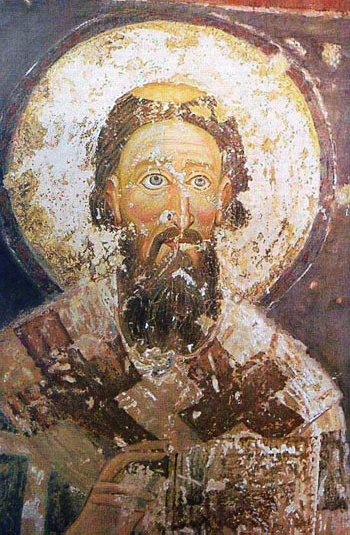
San Saba.

In Serbia regnava Stefano Radoslav, figlio di Stefano Prvovenčani e della seconda moglie Eudocia. Eudocia, a sua volta, era figlia di Teodoro Angelo Comneno, despota dell'Epiro. Radoslav era alleato dell'Epiro e portava avanti una politica anche culturale d'ispirazione bizantina. Questo non piaceva alla nobiltà che, quando Teodoro fu sconfitto dalle truppe bulgare di Ivan Asen II, spodestò Radoslav e mise sul trono serbo il fratellastro Vladislav che con la Bulgaria aveva stretto un'alleanza. Radoslav si rifugiò a Ragusa di Dalmazia accolto dalle autorità locali, per questo motivo le relazioni tra la Serbia e la città Repubblica ragusana restarono tese per diversi anni. Nel 1234 fu incoronato da suo zio, l'arcivescovo di Serbia San Saba.
Durante il suo regno, la Serbia visse un periodo di relativa pace, solo nel 1237 dovette contrastare le pretese espansionistiche della Croazia, alleandosi con la città di Spalato. Vladislav finanziò e accrebbe l'importanza della chiesa ortodossa: tra le altre opere, fece costruire il monastero di Mileševa (Манастир Милешева) nei pressi di Prijepolje.
Nell'inverno del 1241 Ivan Asen II di Bulgaria morì, e nella primavera dello stesso anno i Mongoli devastarono l'Ungheria, scesero nei Balcani e attaccarono dapprima Ragusa e poi invasero la stessa Serbia.
Le devastazioni mongole indebolirono il potere di Vladislav che nel 1243 fu detronizzato dalla stessa nobiltà che lo aveva voluto re. I nobili misero sul trono il fratello minore Stefano Uroš I. Vladislav, rimase senza potere, ma continuò ad interessarsi della costruzione del monastero di Mileševa: fu lì, infatti, che per sua volontà, fu traslato il corpo di san Saba. Morì nel 1269.
|                               |                |                         | Genitori |  |  | Nonni |  |  | Bisnonni         |  |  | Trisnonni |  |
|                               |                |                         |          |  |  |       |  |  | Zavida Vukanović |  |  | …         |  |
|                               |                |                         |          |  |  |       |  |  | Zavida Vukanović |  |  | …         |  |
|                               |                | …                       |          |  |  |       |  |  | Zavida Vukanović |  |  |           |  |
| Stefano Nemanja               |                |                         |          |  |  |       |  |  | Zavida Vukanović |  |  |           |  |
|                               |                | Uroš I di Rashka        | …        |  |  |       |  |  |                  |  |  |           |  |
|                               |                | Uroš I di Rashka        | …        |  |  |       |  |  |                  |  |  |           |  |
|                               |                | Uroš I di Rashka        | …        |  |  |       |  |  |                  |  |  |           |  |
| Stefano Prvovenčani           |                | Uroš I di Rashka        |          |  |  |       |  |  |                  |  |  |           |  |
|                               |                | Alessandro di Valacchia | …        |  |  |       |  |  |                  |  |  |           |  |
|                               |                | Alessandro di Valacchia | …        |  |  |       |  |  |                  |  |  |           |  |
|                               |                | Alessandro di Valacchia | …        |  |  |       |  |  |                  |  |  |           |  |
| Anna di Serbia                |                | Alessandro di Valacchia |          |  |  |       |  |  |                  |  |  |           |  |
|                               |                | …                       | …        |  |  |       |  |  |                  |  |  |           |  |
|                               |                | …                       | …        |  |  |       |  |  |                  |  |  |           |  |
|                               |                | …                       | …        |  |  |       |  |  |                  |  |  |           |  |
| Stefano Vladislav I di Serbia |                | …                       |          |  |  |       |  |  |                  |  |  |           |  |
|                               | Enrico Dandolo | Vitale Dandolo          |          |  |  |       |  |  |                  |  |  |           |  |
|                               | Enrico Dandolo | Vitale Dandolo          |          |  |  |       |  |  |                  |  |  |           |  |
|                               | Enrico Dandolo | …                       |          |  |  |       |  |  |                  |  |  |           |  |
| Raniero Dandolo               | Enrico Dandolo |                         |          |  |  |       |  |  |                  |  |  |           |  |
|                               |                | Felicita Bembo          | …        |  |  |       |  |  |                  |  |  |           |  |
|                               |                | Felicita Bembo          | …        |  |  |       |  |  |                  |  |  |           |  |
|                               |                | Felicita Bembo          | …        |  |  |       |  |  |                  |  |  |           |  |
| Anna Dandola                  |                | Felicita Bembo          |          |  |  |       |  |  |                  |  |  |           |  |
|                               |                | …                       | …        |  |  |       |  |  |                  |  |  |           |  |
|                               |                | …                       | …        |  |  |       |  |  |                  |  |  |           |  |
|                               |                | …                       | …        |  |  |       |  |  |                  |  |  |           |  |
| …                             |                | …                       |          |  |  |       |  |  |                  |  |  |           |  |
|                               |                | …                       | …        |  |  |       |  |  |                  |  |  |           |  |
|                               |                | …                       | …        |  |  |       |  |  |                  |  |  |           |  |
|                               |                | …                       | …        |  |  |       |  |  |                  |  |  |           |  |
|                               |                | …                       |          |  |  |       |  |  |                  |  |  |           |  |